# (14803) 1981 EL7
A (14803) 1981 EL7 a Naprendszer kisbolygóövében található aszteroida. Schelte J. Bus fedezte fel 1981. március 1-jén.